# Max Cars
Max Cars (* 16. Juli 1894; † 18. Dezember 1961) war der erste Vorsitzende der Jüdischen Landesgemeinde Thüringen nach der Befreiung vom Nationalsozialismus.

## Leben
Cars ließ sich 1918 in Erfurt nieder und war ein aktives Mitglied der dortigen Jüdischen Gemeinde. Nach 1933 wurde er von den Nazibehörden verfolgt. Als die Naziherrschaft beseitigt war, kehrte er nach Erfurt zurück und beteiligte sich am Neuaufbau einer Gemeinde, die sich aus Rückkehrern ehemaliger Erfurter und durch die Kriegsereignisse neu Zugezogenen zusammensetzte.
Im Jahre 1951 legte er den Grundstein für die erste in der DDR neu errichtete Synagoge, die an derselben Stelle entstand, an dem sich die von den Nazis im November 1938 niedergebrannte Synagoge befand.
Cars war verheiratet mit Else geborene Truckenbrodt.

## Ehrung
Im November 2014 wurde der Platz vor der Synagoge zum „Max-Cars-Platz“ benannt.